# Teófilo Carvalho dos Santos
Teófilo Carvalho dos Santos (ur. 4 września 1906 w Almeidzie, zm. 24 marca 1986 w Lizbonie) – portugalski polityk i prawnik, przewodniczący Zgromadzenia Republiki (1978–1980).

## Życiorys
W 1932 ukończył studia prawnicze na Uniwersytecie Lizbońskim. Praktykował jako adwokat w miejscowości Alenquer. Działał w różnych organizacjach opozycji skierowanej przeciwko dyktaturze Antónia de Oliveiry Salazara. W połowie lat 40. zakładał Partido Trabalhista. Współtworzył podziemną gazetę „Tarrafal”, w trakcie dyktatury był też dwukrotnie kandydatem opozycji w wyborach parlamentarnych (1969, 1973). Z przyczyn politycznych kilkakrotnie aresztowany przez funkcjonariuszy policji politycznej PIDE. W 1969 dołączył do Acção Socialista Portuguesa, w 1973 został członkiem powstałej na bazie tej formacji Partii Socjalistycznej.
W 1975, wkrótce po rewolucji goździków, został posłem do konstytuanty, następnie do czasu swoje śmierci był deputowanym I, II, III i IV kadencji. W latach 1978–1980 sprawował urząd przewodniczącego Zgromadzenia Republiki.

## Odznaczenia
- Krzyż Wielki Orderu Chrystusa (1981, Portugalia)[4]
- Krzyż Wielki Orderu Wolności (1985, Portugalia)[4]